# Mac Suara
Macsuara Kadiwéu ou Maksuara Kadiwel (Aquidauana, 1962), é um ator e produtor cultural indígena brasileiro. Ficou conhecido por estrelar o filme Avaeté - Semente da Vingança em que interpretou Avá. Ele foi o primeiro ator indígena brasileiro a atuar no Cinema brasileiro. Ele pertence aos povos indígenas Terena e Kadiwéu. 

## Biografia
Macsuara Kadiwéu nasceu em 1962 em Aquidauana no Mato Grosso do Sul,  mas cresceu em Vila Palmira, em Campo Grande, no Mato Grosso do Sul. Filho de mãe terena, Margarida Cardoso Pio, e pai kadiwéu, Lúcio Cardoso. Quando criança, Macsuara e seus 9 irmãos trabalhavam de boia-fria com o seu pai para ajudar no sustento da família. Alguns anos depois, Macsuara e sua avó materna Tereza Pio partiram para São Paulo, onde morou numa aldeia no com sua avó e seus primos.
Algum tempo depois, Macsuara aprendeu sobre as medicinas da floresta e passou a vender plantas medicinais, o que o fazia que viajasse de cidade a cidade. No Rio de Janeiro, começou a participar de programas de TV e de rádio, passando a ser o primeiro ator indígena brasileiro, tendo filmes premiados no exterior e que foram de grande impacto para o Movimento indígena no Brasil. Foi daí que chamou a atenção de produtores culturais cariocas.
Em 1989, Macsuara conheceu sua primeira esposa, a ex-bailarina e advogada Isabela Achkar numa festa no Morro da Urca no Rio de Janeiro, teve um relacionamento curto e com quem teve seu primeiro filho, Idjahure Achkar Kadiwéu, já sua segunda filha, Yulnak Kadiwéu foi com a sua segunda esposa. Macsuara já trabalhou como frentista, de atendente de bares e padeiro em Campo Grande e depois voltou para aldeia e na sequência foi trabalhar como capataz em fazendas da região de Aquidauana. Macsuara também fundou o Núcleo de Cultura da União das Nações Indígenas e da Aliança dos Povos da Floresta.

## Carreira
Seu primeiro trabalho artístico foi no filme Quilombo de 1984, do diretor Cacá Diegues, em que interpretou um indígena figurante, porém o filme não muito bem recebido pelo Movimento negro no Brasil. No ano seguinte, 1985, Macsuara participou no Filme A Floresta de Esmeraldas, de John Boorman, como índio figurante. No mesmo ano, a convite de Zelito Viana, ele foi protagonista do filme Avaeté - Semente da Vingança interpretando o indígena Ava, que lhe rendeu o prêmio Festival de Moscou e Festival de Cannes. Em 1986, Macsuara também trabalhou no seriado Armação Ilimitada (1985–1988) de Kadu Moliterno, com um papel não creditado provavelmente. 
Macsuara também participou de documentários e curtas-metragens, como em Uma Avenida Chamada Brasil (documentário, 1988) e Outros 500 (curta-metragem, 1992). No ano de 1988,  Macsuara participou no filme Os Heróis Trapalhões - Uma Aventura na Selva, de Wilton Franco, em que interpretou um indígena. No ano seguinte, Macsuara atuou em Kuarup (1989), de Ruy Guerra, onde interpretou o personagem Anta. Em 1999, Macsuara participou no filme Hans Staden, de Luiz Alberto Pereira, onde interpretou o chefe indígena Cunhambebe. 
No ano seguinte, anos 2000, ele participou na minissérie A Muralha, de Maria Adelaide Amaral, mas o papel não foi creditado. No ano seguinte, 2001, ele participou do Sítio do Picapau Amarelo, onde interpretou um indígena que provavelmente era o chefe Cunhambebe. Em 2007, ele estreou o filme documentário Maksuara – Crepúsculo dos Deuses, onde interpretou ele mesmo (Maksuara). No mesmo ano, ele interpretou um pajé na série Sete Pecados (2007–2008) de Walcyr Carrasco. Em 2010, Macsuara participou de Laços de Sangue de Pedro Lopes, em papel não creditado. Em 2022, ele participou do documentário Bye Bye Amazonia. Em 2024, ele participou da novela Renascer de Bruno Luperi, remake da novela Renascer (1993) de Benedito Ruy Barbosa, onde interpretou Francisco Cunha (Chico das Mortes).

## Vida pessoal
Além de ator de cinema e de studio, Macsuara também é ator de teatro. Macsuara tem 36 filmes em seu currículo.
Atualmente, Macsuara mora em Uberlândia, em Minas Gerais.

## Filmografia

### Cinema
| Ano       | Título                                                       | Personagem                  |
| --------- | ------------------------------------------------------------ | --------------------------- |
| 1984      | Quilombo                                                     | Índio (papel não creditado) |
| 1985      | A Floresta de Esmeraldas                                     | Índio (papel não creditado) |
| 1985      | Avaeté - Semente da Vingança                                 | Avá                         |
| 1988      | Uma Avenida Chamada Brasil                                   | Ele mesmo                   |
| 1988      | Os Heróis Trapalhões - Uma Aventura na Selva                 | Índio                       |
| 1989      | Quarup                                                       | Anta                        |
| 1992      | Outros 500 (curta-metragem)                                  | Indígena (protagonista)     |
| 1995      | Tummy (curta-metragem)                                       | Índio Guia                  |
| 1999      | Hans Staden                                                  | Cunhambebe                  |
| 2007      | Maksuara - Crepúsculo dos Deuses                             | Ele mesmo (Maksuara)        |
| 2022-2023 | Bye Bye Amazonia - Uma Morte Anunciada na Floresta Amazônica | Ele mesmo                   |

### Televisão
| Ano            | Título                   | Personagem                                |
| -------------- | ------------------------ | ----------------------------------------- |
| 1985–1986/1988 | Armação Ilimitada        | Papel não creditado                       |
| 2000           | A Muralha                | Papel não creditado                       |
| 2001           | Sítio do Picapau Amarelo | Chefe indígena (provavelmente Cunhambebe) |
| 2007-2008      | Sete Pecados             | Pajé                                      |
| 2010           | Laços de Sangue          | Papel não creditado                       |
| 2024           | Renascer                 | Francisco Cunha (Chico das Mortes)        |